# Xian de Dali
Pour les articles homonymes, voir Dali.
Le xian de Dali (大荔县 ; pinyin : Dàlì Xiàn) est un district administratif de la province du Shaanxi en Chine, à proximité de la confluence de la rivière Wei et du Fleuve Jaune. Il est placé sous la juridiction de la ville-préfecture de Weinan.

## Démographie
La population du district était de 686 628 habitants en 1999.